# Херсонське шосе (Миколаїв)
Херсонське шосе — шосе в Інгульському районі міста Миколаєва загальною протяжністю близько 10 кілометрів.

## Розташування
Шосе розташовується в Інгульському районі і обмежується кільцем в районі Миколаївського некрополя на заході і трасою М14 на сході. Загальна протяжність шосе близько 10 кілометрів. Більша його частина знаходиться поза межею міста, перетинаючи залізничну колію і ведучи до розвилки з міжміською трасою.

## Будівлі, пам'ятки, інфраструктура
- Шосе бере свій початок від кільця в районі старішого міського цвинтаря, Миколаївського некрополя, і межує з ним до вулиці 1-а Інгульська. На шосе виходить один з головних входів на некрополь, поруч з яким розташовується меморіал пам'яті усіх жертв масових політичних репресій, встановлений у 2019 році на заміну знищеного минулого[1].
- Від місця свого початку шосе межує з сквером «Біля зоопарку», в якому на шосе виходить пам'ятник жертвам Голокосту, встановлений у 2011 році. Автор пам'ятника — скульптор Юрій Макушин і архітектор Анатолій Григоренко[2].
- Після скверу і до вулиці 4-а Інгульська шосе межує з Миколаївським зоопарком.
- В районі перетину з вулицею 1-а Інгульська розташовується братська могила миколаївських підпільників та жертв нацизму 1941–1945 років. Тут же знаходиться могила юних розвідників Олександра Кобера і Віктора Хоменка. Меморіальний комплекс займає площу близько 2 200 м2. До 2022 року тут також розташовувалася стела з зображенням скорботної матері з горельєфним зображенням облич безіменних героїв. Автори пам'ятника — скульптор Олег Здиховський і архітектор І. Пейсахіс. Обеліск було знищено невідомими методом контрольованого підриву в ніч проти 3 листопада 2022 року[3][4].
- В районі перетину з вулицею 5-а Інгульська знаходиться частина некрополю, що була відокремлена під час будівництва шосе і Миколаївського зоопарку. Частина цвинтаря значиться як інтернаціональне (за назвою до 1919 року — єврейське) кладовище.
- Від місця перетину шосе з Круговою вулицею і до перетину з вулицею Будівельників розташовується сквер і меморіальний комплекс пам'яті жертв Голодомору 1932–1933 років.
- Від місця перетину шосе з вулицею Геннадія Матуляка і до перетину з вулицею Скульптора Ізмалкова розташовується сквер «По Херсонському шосе» загальною площею 1,3 га. В сквері розміщено скейт-парк.

## Галерея

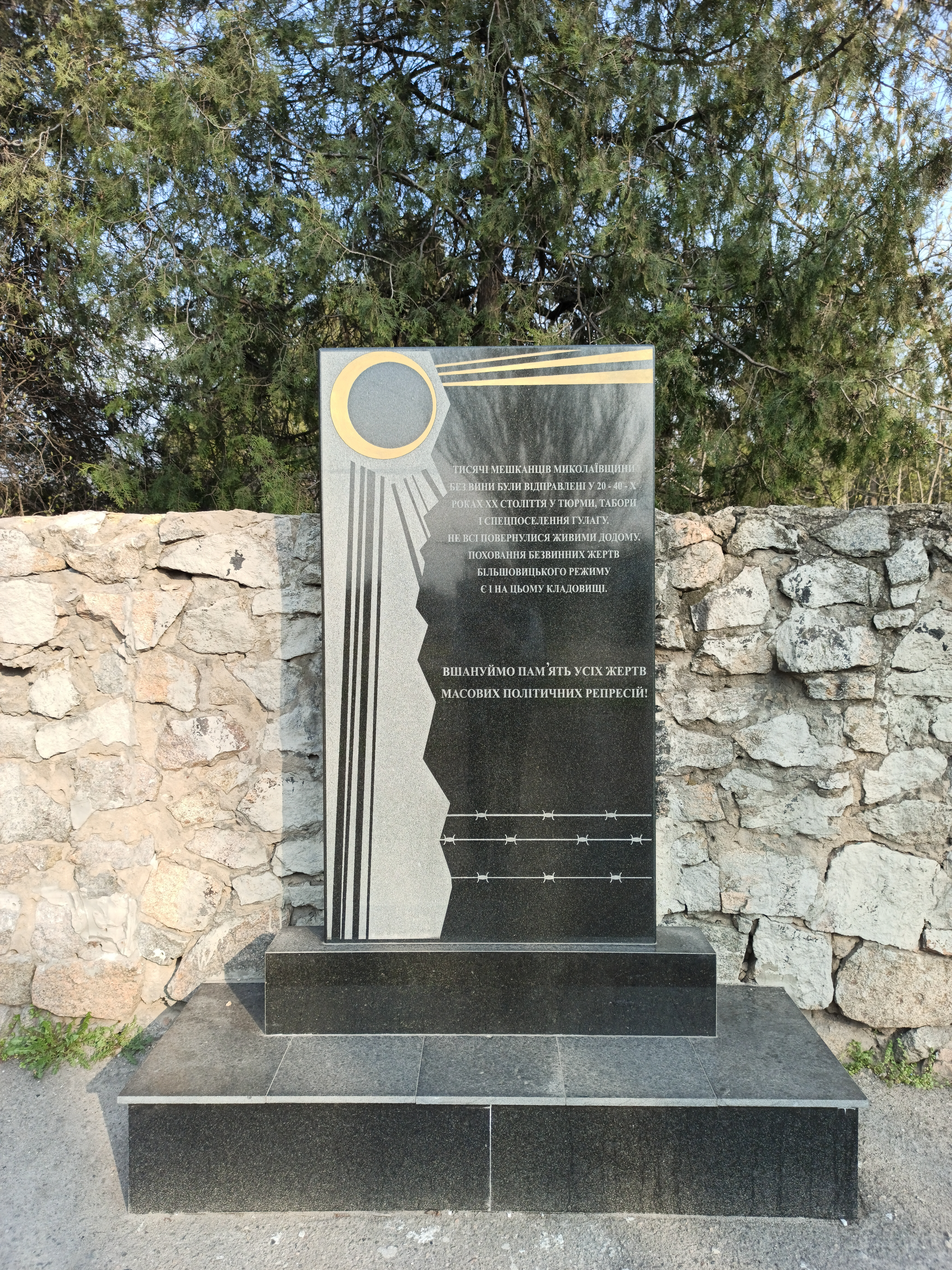
Меморіал пам'яті усіх жертв масових політичних репресій
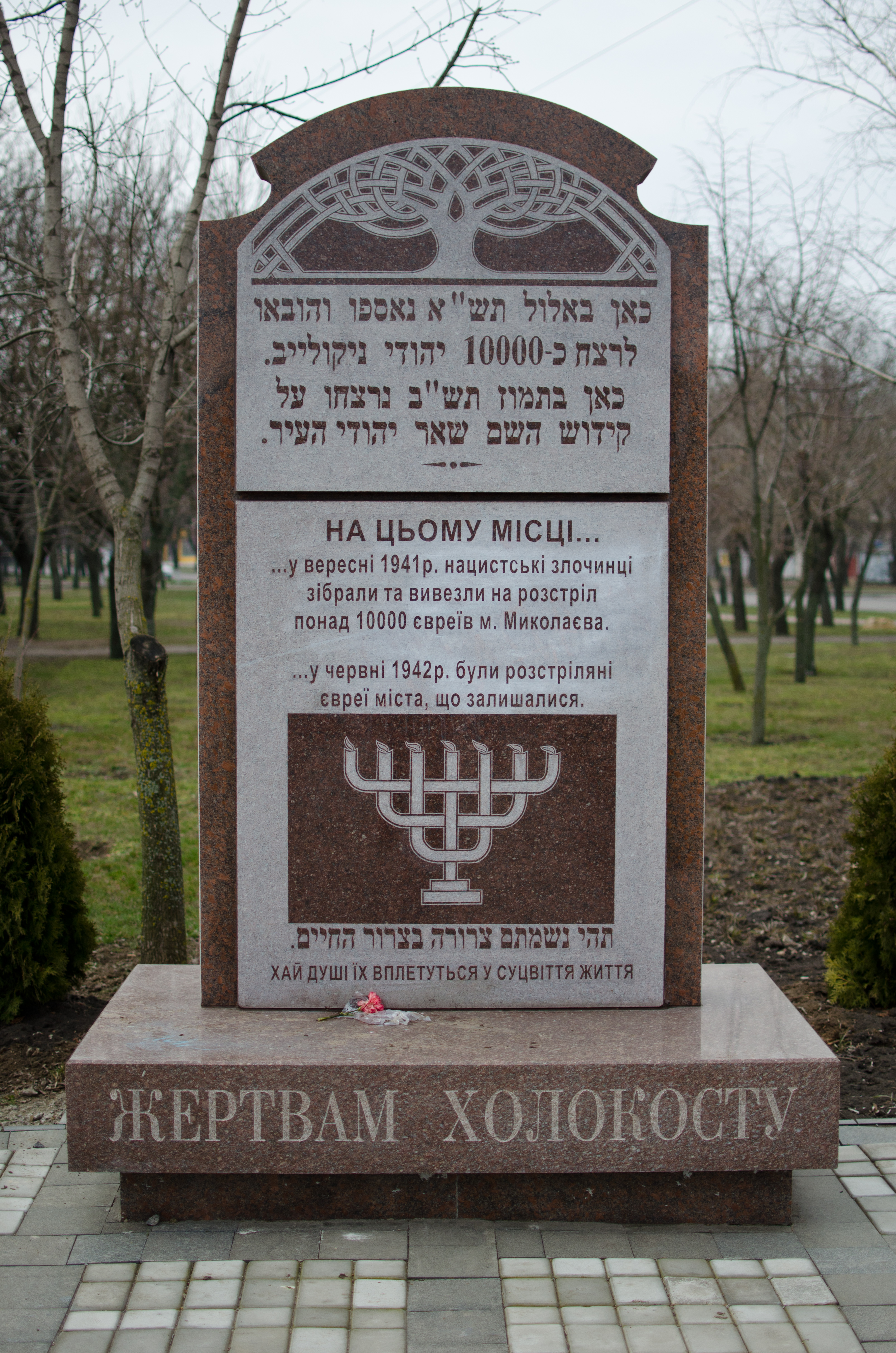
Пам'ятник жертвам Голокосту
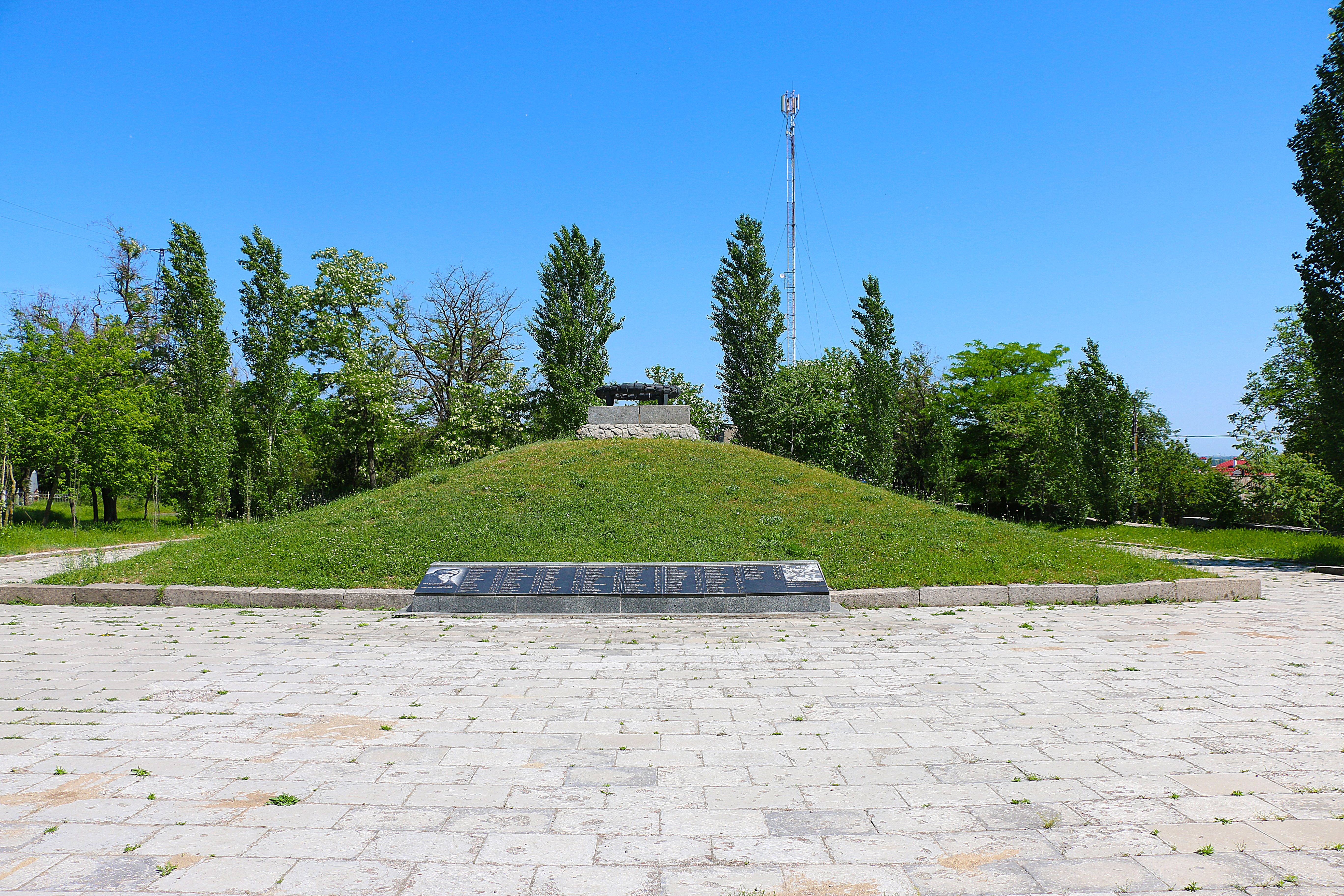
Братська могила миколаївських підпільників та жертв нацизму 1941–1945 років
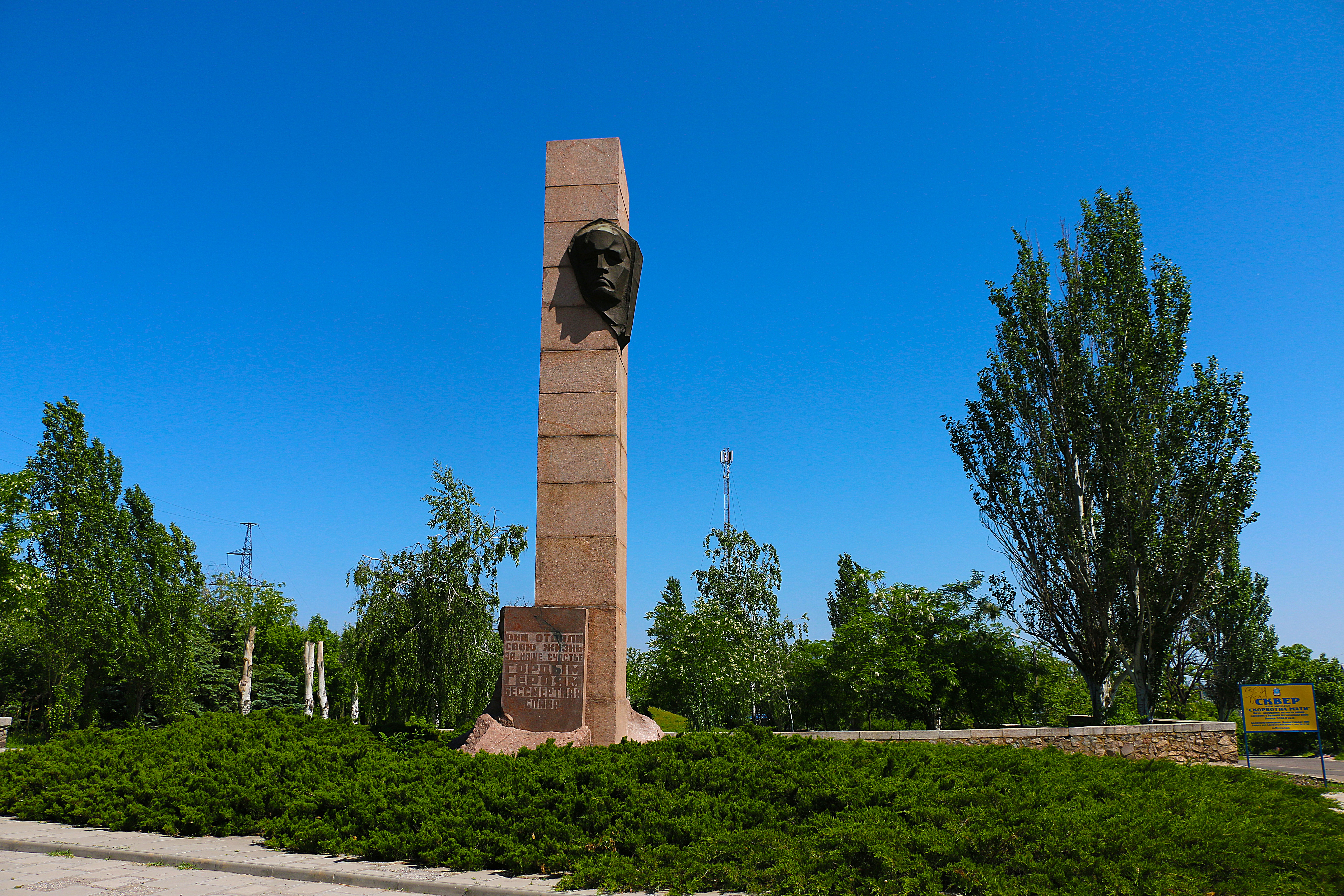
Обеліск підпільникам і жертвам нацизму з зображенням скорботної матері
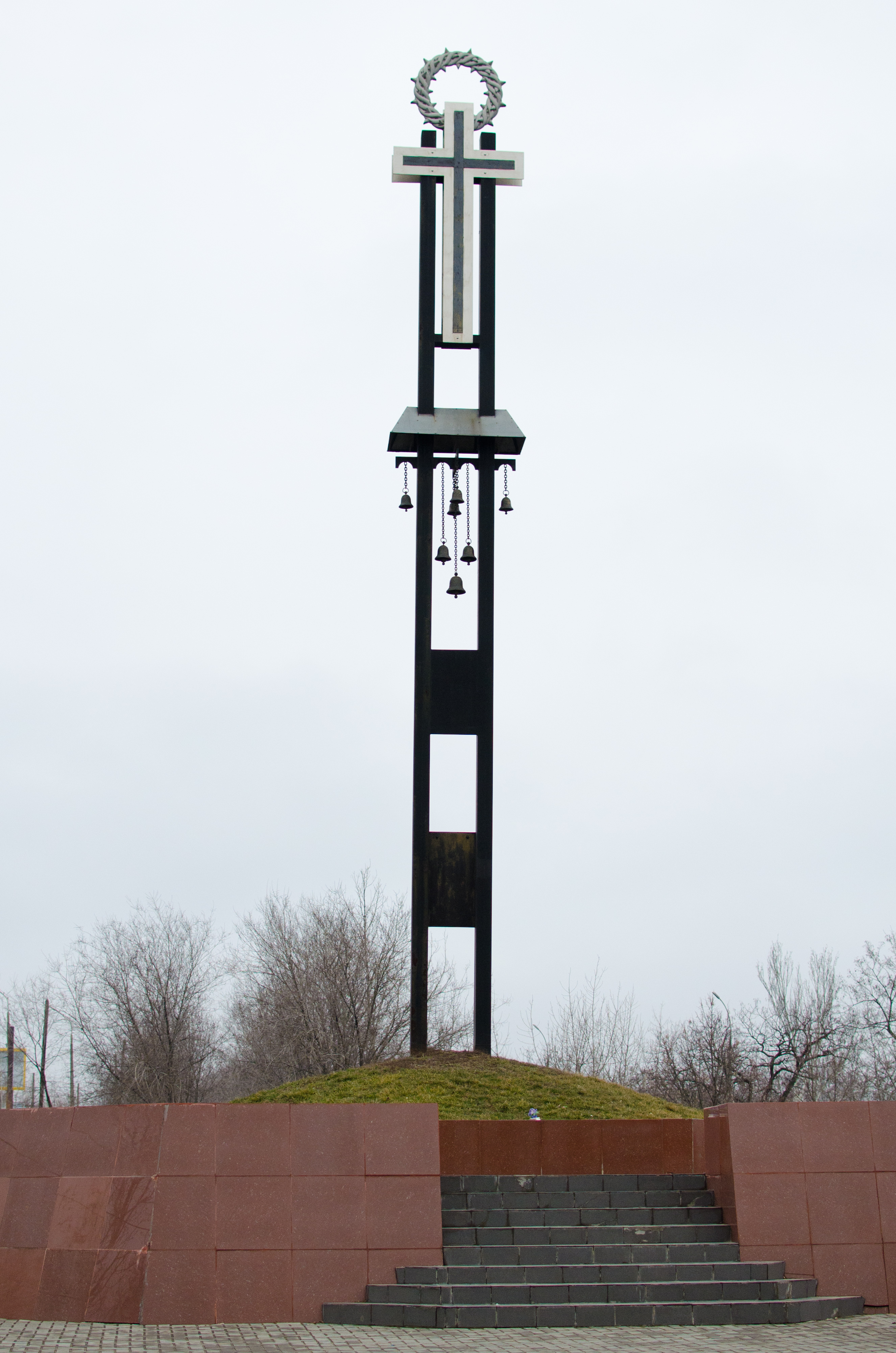
Меморіальний комплекс пам'яті жертв Голодомору 1932–1933 років